# Kanpyō

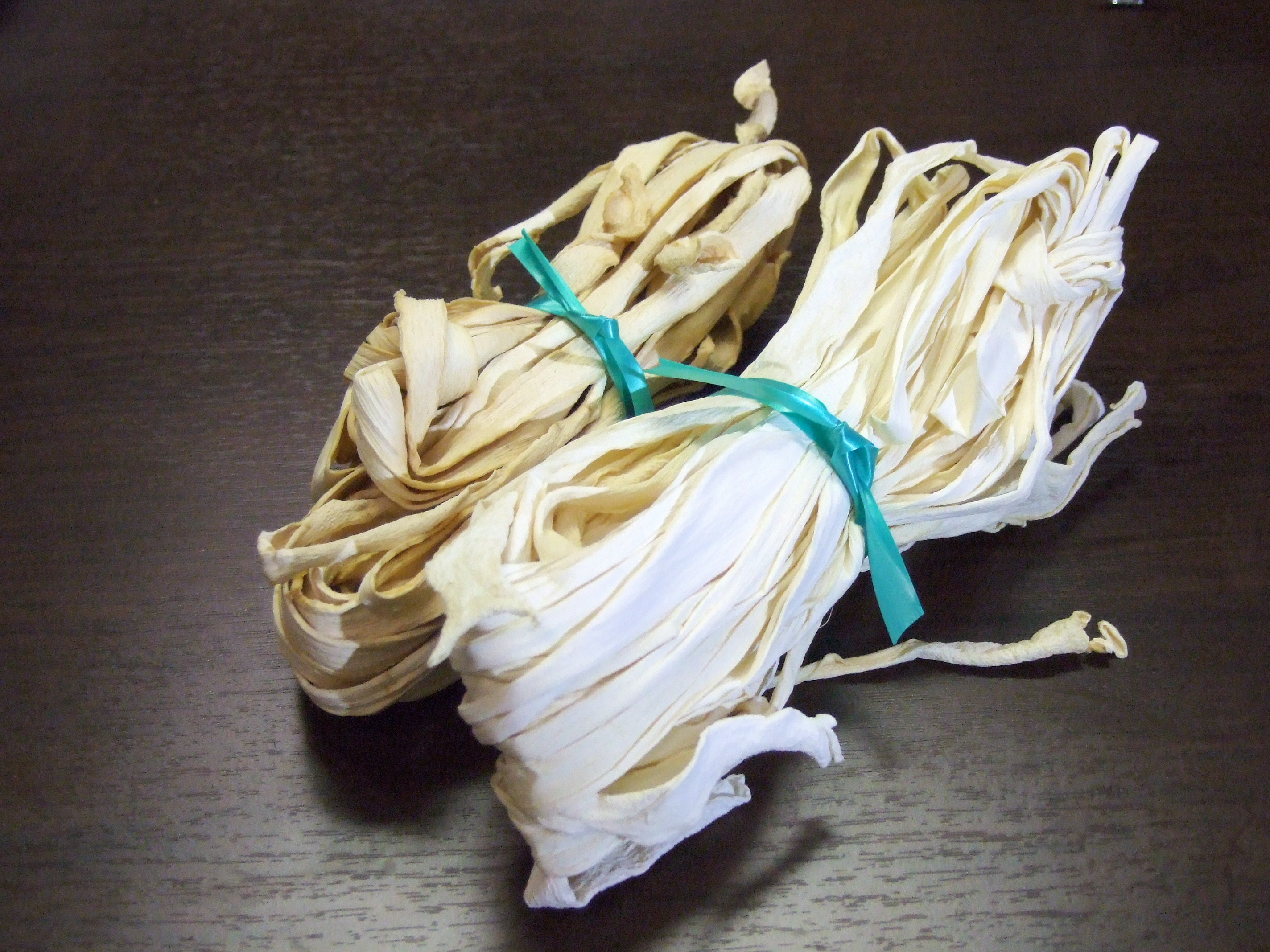
Kampyō (crudo), virutas secas de Lagenaria siceraria var. hispida.

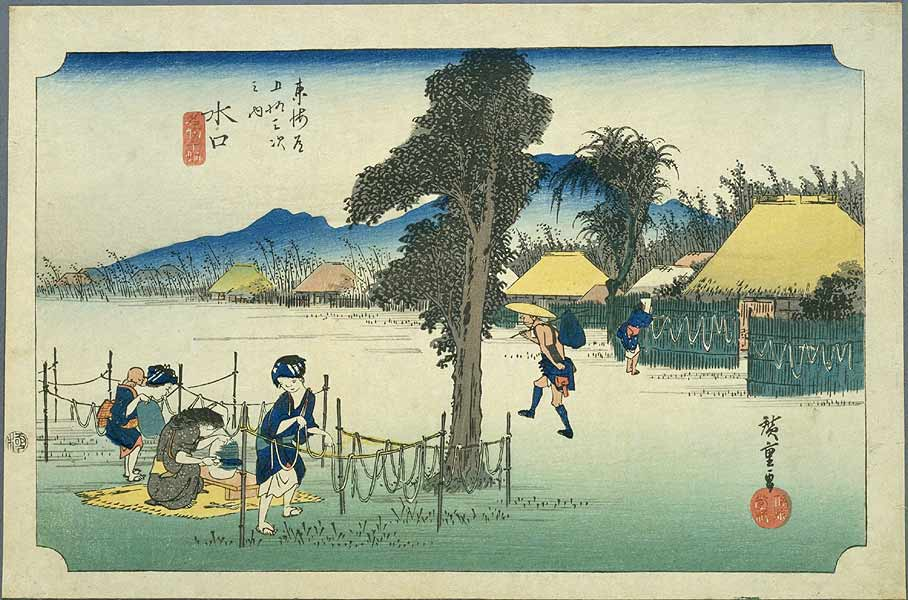
Hiroshige

El kanpyō (干瓢?), a veces romanizado y pronunciado kampyō, son virutas secas de calabaza de peregrino (Lagenaria siceraria var. hispida). Es un ingrediente del estilo tradicional Edo de la gastronomía de Japón, usándose habitualmente cocinado y condimentado en el rollo de sushi Futomaki.
- Datos: Q3275606
- Multimedia: Kanpyō / Q3275606